# تنگی (پزشکی)
تنگی (به انگلیسی: Stenosis)، تنگ شدگی غیرعادی در رگ‌های خونی یا ارگان‌های مجرایی است.
تنگی، اصطلاحی است که اغلب برای تنگ شدگی که توسط انقباض ماهیچهٔ صاف (برای مثال، آنژین پرینزمتال، آشالازی) ایجاد می‌شود، استفاده می‌گردد. تنگی، اغلب هنگامی که تنگ شدگی با ضایعه ای که باعث کاهش مجرا (برای مثال تصلب شرایین) می‌شود، استفاده می‌گردد.

## تشخیص
تنگی از نوع عروقی اغلب با نوعی صدای غیرطبیعی عروق همراه است که ناشی از ورود جریان آشفته به رگ‌های خونی تنگ شده می‌باشد. این صدا می‌تواند توسط گوشی پزشکی شنیده شود، اما معمولاً تشخیص با تصویربرداری پزشکی انجام و تأیید می‌شود.

## عوامل
- تصلب شرایین
- بیماری مادرزادی
- دیابت
- مشکلات درمان‌زاد
- عفونت
- التهاب
- ایسکمی
- نئوپلاسم
- سیگار کشیدن
- میزنای
- میزراه
- کلسیفیکاسیون